# کیمبرلی رید
کیمبرلی رید (به انگلیسی: Kimberly Reed) تهیه‌کننده، کارگردان و فیلم‌ساز آمریکایی است.
او یک زن ترنس است.